# Котовець Олександр Іванович
Котовець Олександр Іванович (1914—1973) — радянський український організатор кіновиробництва.

## Біографічні відомості
Народився у 1914 р. в м. Катеринославі (нині Дніпро) в родині робітника. Закінчив Київський кінотехнікум (1937). 
Працював у галузі кінофікації і кінопрокату (1939–1947), очолював Львівський кінотехнікум (1948–1950), Львівську республіканську школу кіномеханіків (1950–1953), потім — директор кінокартини Київської кіностудії ім. О. П. Довженка (1953–1958, фільми: «„Богатир“ йде в Марто» (1954), «Матрос Чижик» (1955), «Море кличе» (1956), «Дорогою ціною» (1957), «Проста річ» (1957) та ін.); у 1958 році — редактор газети про кіно «Екран і життя»; директор Ялтинської кіностудії (1958–1960), начальник Управління промислових установ Міністерства культури УРСР (1960–1964), директор видавництва торгреклами (1964–1965), заступник директора Української студії хронікально-документальних фільмів тощо.
Був членом Спілки кінематографістів УРСР.
Помер 22 березня 1973 р. 